# Chetia flaviventris
Chetia flaviventris är en fiskart som beskrevs av Trewavas, 1961. Chetia flaviventris ingår i släktet Chetia och familjen Cichlidae. IUCN kategoriserar arten globalt som livskraftig. Inga underarter finns listade i Catalogue of Life.